# تپه سرقلات
تپه سرقلات مربوط به دوره اسلامی قرن ۶ تا ۸ ه.ق است و در شهرستان پیرانشهر، بخش مرکزی، دهستان منگور غربی، روستای گردباساک واقع شده است. این اثر در تاریخ ۳۰ دی ۱۳۸۵ با شمارهٔ ثبت ۱۶۸۲۹ به عنوان یکی از آثار ملی ایران به ثبت رسیده است.